# Haberga
Haberga är en by som ligger vid Länsväg 288 omkring 3–4 kilometer nordost om Alunda i Östhammars kommun.

## Historia
Haberga har tidigare haft en järnvägsstation vid den numera nedlagda Faringe-Gimo Järnväg – det gamla stationshuset finns ännu kvar. I Haberga fanns även en gästgivaregård då landsvägen mellan Östhammar och Uppsala gick genom byn. Utefter den gamla vägen finns ännu Haberga bro över Kilbyån bevarad. Landsvägen har passerat Kilbyån på denna plats åtmintone sedan mitten av 1600-talet, då vårt land fick en skjutsförordning (1649). Gästgiverier anlades då med två mils avstånd och ett kom att ligga i Haberga. Denna stenvalvsbro byggdes på 1880-talet av bygdens stenhuggare under ledning av en stenhuggare Johannes Andersson från Dyvlinge i Upplands-Ekeby. När Östhammarsvägen på 1950-talet fick ny sträckning, ansågs den gamla bron obehövlig och skulle rivas. Olands Hembygdsgille bedömde dock bron som kulturhistoriskt värdefull och fick medel för att restaurera den, vilket skedde sommaren 1993. Brovalvet har inte behövt åtgärdas, men de båda landfästena byggdes om från grunden och har liksom broräckena återställts i ursprungligt skick. Bron återinvigdes den 9 oktober 1993.
Frälsningsarmén hade sin lokal, Borgen, i Haberga. Alundakåren bildades i slutet av 1880-talet och fram till 1956 fanns officerare stationerade vid Haberga.
I byn fanns tidigare bageri, bryggeri och affär. Från den högt belägna byn kan man blicka ut över Olandsbygdens golfklubbs bana som invigdes år 2004.